# Albuca massonii
Albuca massonii är en sparrisväxtart som beskrevs av John Gilbert Baker. Albuca massonii ingår i släktet Albuca och familjen sparrisväxter. Inga underarter finns listade i Catalogue of Life.